# Parafia św. Mikołaja w Radochowie
Parafia św. Mikołaja w Radochowie znajduje się w dekanacie lądeckim w diecezji świdnickiej. Była erygowana w 1679 r. Jej administratorem jest ks. kan. Krzysztof Pełech.

## Filie

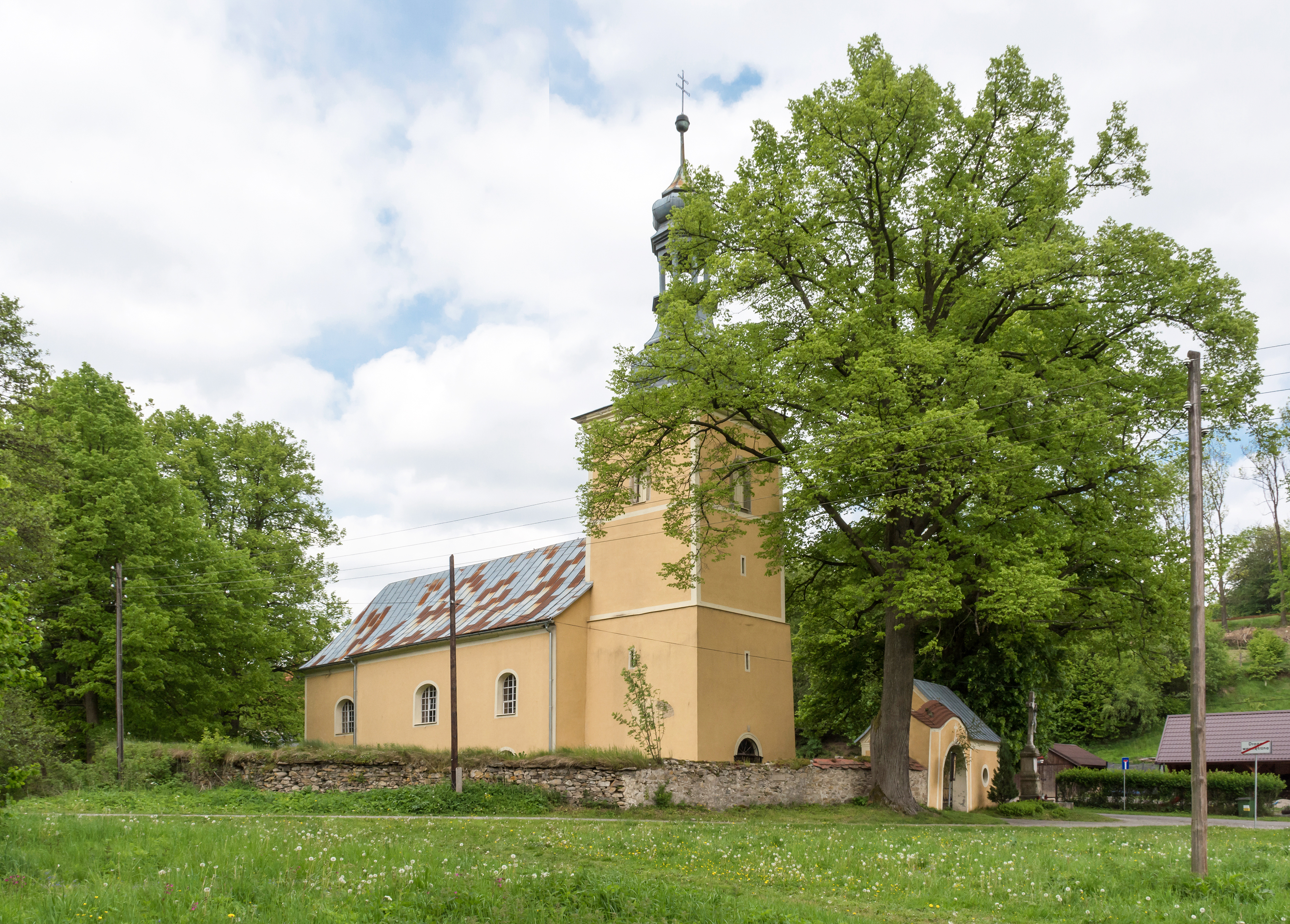
Kościół św. Sebastiana w Orłowcu
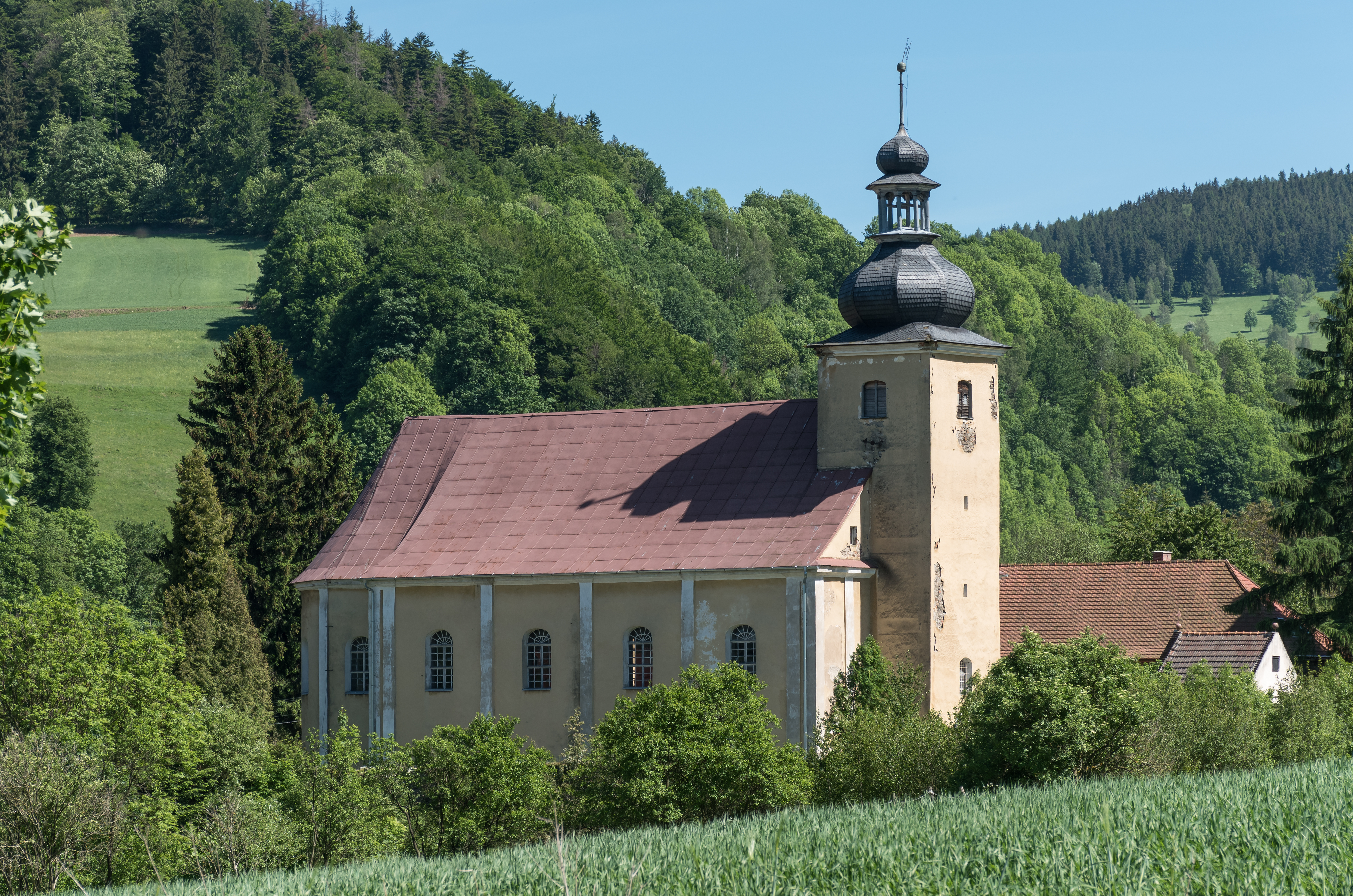
Kościół Podwyższenia Krzyża w Konradowie